# Xuxa e o Tesouro da Cidade Perdida
Xuxa e o Tesouro da Cidade Perdida é um filme de fantasia e aventura brasileiro de 2004, dirigido por Moacyr Góes, escrito por Flávio de Souza, produzido por Diler Trindade e distribuído pela Warner Bros. Pictures e pela Globo Filmes. O elenco é estrelado por Xuxa Meneghel, Marcos Pasquim, Bruna Marquezine e Peter Brandão. No filme, Xuxa vive uma bióloga em uma cidade próxima da Floresta Amazônica. Ao lado dos irmãos Riacho e Manhã, ela busca a cidade perdida de Igdrasil, que segundo a lenda, teria sido fundada por descendentes de vikings que atravessaram o Oceano Atlântico e se aventuraram ao longo do Rio Amazonas.
O diretor do filme, Moacyr Góes desenvolveu o roteiro baseado em influências de filmes como Os Caçadores da Arca Perdida, outras influências incluem Allan Quatermain e a Cidade do Ouro Perdido, e a peça de Shakespeare Sonho de uma Noite de Verão, além de conter referências da mitologia inca e escandinava, do folclore brasileiro (na figura do Curupira) e da pedagogia patriótico-ambiental, utilizada na defesa territorial da Amazônia.
O filme estreou em 17 de dezembro de 2004, em 320 salas no Brasil. Apresentou bom desempenho nas bilheterias, arrecadando R$ 7 milhões de reais com mais de 1.331.652 milhões de bilheterias e teve uma recepção generalizada da crítica e do público.

## Sinopse
Bárbara, uma bióloga tímida e monossilábica, mora em Beirada D'Oeste, fictícia cidade que beira a floresta Amazônica. Ela lidera uma turma de heróis que vai parar em Igdrasil, uma cidade subterrânea lendária, povoada por descendentes de viquingues que atravessaram o Atlântico e se embrenharam rio Amazonas adentro. Seguindo as ordens do Curupira, Bárbara enfrenta, com Riacho e Manhã, dois irmãos de 8 e 9 anos, provas arriscadas, perigosas e nojentas para chegar a Igdrasil. Lá ela encontra reencontra Igor, seu ex-marido, com quem reata a paixão e o romance interrompido, e lidera os heróis contra Dr. Egeu, o tirano prefeito da cidade deles que os seguiu até Igdrasil e roubou o tesouro sagrado.

## Elenco
- Xuxa como Bárbara / Deusa Blomma
- Marcos Pasquim como Ígor
- Bruna Marquezine como Manhã Flores
- Peter Brandão como Riacho Flores
- Sérgio Malheiros como Thor Flores
- Marina Ruy Barbosa como Mylla
- John Klarner, como Léo
- Glaucio Gomes como Dr. Egeu Oberon
- Paulo Vilhena como Lisandro
- Juliana Knust como Jéssica Oberon
- Natália Lage como Helena
- Sérgio Hondjakoff como Demétrio
- Luiz Carlos Tourinho como Curupira
- Zé Victor Castiel como Dario
- Zezé Motta como Aurora Hipólito
- Milton Gonçalves como Hélio Hipólito
- Márcia Cabrita como Flauta Flores
- Leandro Hassum como Bunzão Flores
- Alexandra Richter como Dóris
- Kiko Mascarenhas como Bóris
- Rocco Pitanga como Márcio Hipólito
- Arduino Colasanti como Chefe dos selvagens
- Gisele Delaia como Descendente de vikings
- Lana Rhodes como Descendente de vikings

## Produção
Após o lançamento de Xuxa Abracadabra, Xuxa começou a trabalhar no conceito de seu novo filme já em fevereiro de 2004. A produção do novo longa-metragem, teria que passar pela escolha da Xuxa, iniciada na primeira semana do mês com o elenco, embora o novo filme não tivesse o título definido ainda naquela época. Assim como no filme anterior, a direção é de Moacyr Góes. O roteiro é do dramaturgo, escritor e diretor Flávio de Souza. Ele e o diretor buscaram referências em obras como  Os Caçadores da Arca Perdida, da franquia Indiana Jones, para criar o conceito do filme, outras influências incluem Allan Quatermain e a Cidade do Ouro Perdido, e a peça de Shakespeare Sonho de uma Noite de Verão. Além de conter referências da mitologia inca e escandinava, do folclore brasileiro (na figura do Curupira) e da pedagogia patriótico-ambiental, utilizada na defesa territorial da Amazônia, Xuxa luta contra a exploração clandestina da biodiversidade no papel de uma cientista com poderes divinos. A principal mensagem do filme é a defesa da biodiversidade, com ataques à cobiça dos estadunidenses em relação à Amazônia brasileira. "O tema ecológico é fundamental e interessa à Xuxa. Hoje, nada é tão importante quanto a valorização do ecossistema", reflete Góes. O nome da lendária cidade fictícia perdida e lendária de Igdrasil, povoada por descendentes de vikings foi criado com base em uma mitologia nórdica, que significa "Árvore da Vida". Sobre as críticas negativas de seus filmes, Xuxa respondeu. "Se meus filmes são blockbusters porque eles são vistos por muitas pessoas, então eu quero continuar fazendo isso. Eu não quero fazer um filme que seja elogiado (por críticas), mas ninguém quer revisá-lo", diz a apresentadora. De acordo com o produtor, Xuxa está em silêncio sobre o seu novo filme para uma opção de roteiro". De acordo com o produtor, Xuxa está em silêncio sobre o novo filme para uma opção de roteiro. Xuxa questionou isso: "Eu, que falo muito, serei monossilábica...", disse ela, e ficou até um pouco preocupada. Em um livreto de apresentação do filme, a apresentadora filosofa sobre a questão: "A mensagem que quero passar nesse filme não está tão na cara, já que ter um respeito pela natureza é uma das falas que não tive em nenhum diálogo, por meu personagem falar pouco, de propósito. Quero deixar claro que, quando a gente respeita cada ser vivo, cada bichinho, cada planta, tudo em geral, a gente está respeitando tudo o que Deus fez e nos deu de melhor". O roteirista tem sua versão: "Em "Abracadabra", Xuxa interpretou um personagem que falava muito. Desta vez, a Bárbara é bem tímida e monossilábica. A Xuxa curtiu essa história de ser uma mulher introvertida e que, de repente, descobre que é deusa". O orçamento total do filme foi de R$ 6 milhões de reais e estreou em 320 salas no país. O diretor Góes diz que apesar de não se considerar uma atriz, Xuxa gosta de sua interpretação: "Xuxa tem uma grande presença na tela, emprestando muita autoridade a seus personagens. Já que ela não finge ser atriz, ela coloca muito de sua personalidade em seus personagens ". A atriz Natália Lage, que vive Helena no filme, ressaltou que o público infantil raramente é alvo de produções cinematográficas nacionais: "A responsabilidade de fazer filmes dessa categoria é muito maior porque é uma formação pública", observa.
Para interpretar Igor, o interesse amoroso do Tesouro da Cidade Perdida, foi escolhido o ator Marcos Pasquim. Antes de filmar a cena do beijo, diz Xuxa, ela perguntou a Pasquim como ele gostaria que ela fizesse, como poderia ser o beijo. O ator decidiu sobre o famoso beijo técnico e quando ele se aproximou de Xuxa ela disse: "Você fuma?". Desagradado, Pasquim saiu de cena e voltou com um punhado de balas na boca. "A primeira vez foi como beijar um cinzeiro, mas depois eu beijei o ator", disse Xuxa. Outros atores que participam do elenco são Juliana Knust (Jéssica), Paulo Vilhena (Lisandro), Natália Lage (Helena), Sérgio Hondjakoff (Demétrio), Zezé Motta (Aurora Hipólito), Milton Gonçalves (Hélio Hipólito) e Sérgio Malheiros (Thor).

## Lançamento
O filme teve sua pré-estreia em 11 de dezembro de 2004, no Shopping SP Market, em São Paulo. Já a estreia oficial aconteceu em 17 de dezembro de 2004. O filme foi lançado em DVD e VHS em 2005.

## Recepção

### Críticas
Xuxa e o Tesouro da Cidade Perdida teve baixa aprovação da crítica. Mario Abadde, do Omelete, deu nota ruim ao filme, justificando que o roteiro do filme é "fraco e insípido", porque segundo ele "tenta reunir um punhado de imagens tocadas com performances superficiais. Talvez o roteirista Flávio de Souza, sabendo que com esse argumento não conseguiria fazer um longa, adaptou o personagem Puck, da peça Sonho de uma Noite de Verão, na forma do brasileiríssimo Curupira apenas para criar os desencontros amorosos dos personagens Jéssica (Juliana Knust), Lisandro (Paulo Vilhena), Helena (Natália Lage) e Demétrio (Sergio Hondjakof). Chega a ser uma aula de como assassinar um clássico de William Shakespeare." Um crítico do Cineclick deu apenas uma estrela de cinco, e também criticou negativamente o roteiro do filme, escrevendo que "ele mostra uma série de histórias paralelas mal explicadas e personagens mal construídos". louvando apenas a participação do personagem Curupira, no qual ele definiu como "um Gollum (de Senhor dos Anéis) tupiniquim". Jurandir Filho, do Cinema com Rapadura, deu nota 1 para o filme e também criticou negativamente o roteiro, lamentando o enredo fraco e comentando: "No papel parece bonitinho, mas na telona é horrível. É uma mistureba de histórias paralelas sem noção e no final das contas você não entende nada". O crítico ainda afirma que  enredo do filme é "extremamente infantil, não consegue ser carismático para os adultos (não dá nem para engolir) e no final das contas, os mais velhos (é, de 13 anos pra cima), irão perceber que não passa de mais um caça níquel, assim como os filmes do ex-trapalhão Didi". Sobre as atuações do elenco, ele define a de Xuxa como "péssima" e a de Bruna Marquezine como "lastimável", comentando ainda que Bruna foi "mal-aproveitada" no filme. Ele ainda diz que Milton Gonçalves e Zezé Motta estão no elenco apenas para passar alguma credibilidade à produção. Cléber Eduardo, do Contra Campo, escreve que o filme "reafirma e acentua a condição de heroína da apresentadora-atriz. Se em dois filmes anteriores ela via duendes, já esboçando um traço místico da bondade de sua persona, agora o misticismo é promovido a divindade, mas sem a ruptura alguma com a razão."
Um crítico do Cineweb criticou a influência de William Shakespeare no roteiro escrito que "serve apenas para o pretexto de contar uma história de amor envolvendo os personagens do filme." Paulo Santos Lima, da IstoÉ, criticou a direção de Moacyr Góes, escrevendo que "ousou, mas não acertou. E cuja fragmentação de abordagens cria distanciamento com seu público, que ele nem sabe qual é, pois não é a fábula infantil de Duendes e Abracadabra e tampouco sagaz o bastante para os adolescentes." Cláudio Skynzier, escrevendo para a Folha de S. Paulo criticou o conceito de paternidade mostrado no filme: "[...] o enredo do filme é repleto de pais desaparecidos, rejeitados ou cretinos: uma ideia sombria e estranhamente sintomática de cultura em que há uma autoridade da imagem (no caso, Globo) fazendo papel paterno." Em sua crítica, Cláudio ainda escreve, "E a imagem, é sem pai? Não, é filha de um sistema de plastificação cenográfica, montagem "superprotetora" e ecoturismo fabular caro à emissora. Um sistema que também prevê colagem de fragmentos sintéticos -postiços- de um imaginário de cinema: "Indiana Jones" enxertado aqui, "Os Goonies" ali, tudo como combustível estrutural, de consumo rápido, para o filme andar." O público usuário do Adorocinema deu nota 3.8 e quatro estrelas de cinco.